# Arboretum national de Corée

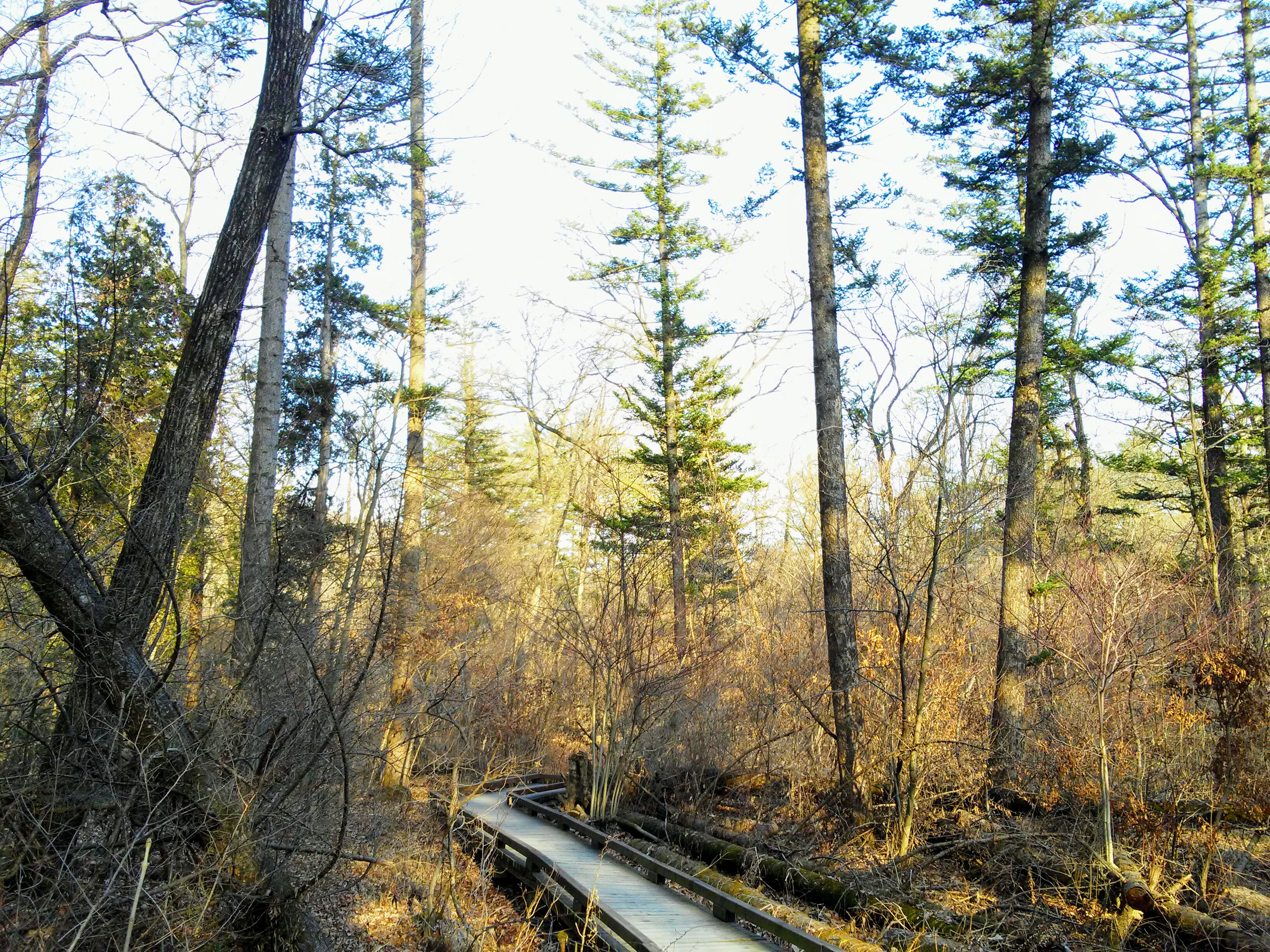
Chemin de promenade dans l'arboretum national de Corée.

L'arboretum national de Corée (국립수목원, Gukripsumogwon) est un arboretum situé à Pocheon en Corée du Sud. Il est situé dans la forêt de Gwangneug dans laquelle il occupe 1 123 hectares sur 2 420.
Il a intégré la liste de Réserve mondiale de biosphère en 2010.